# Petrus Alamire

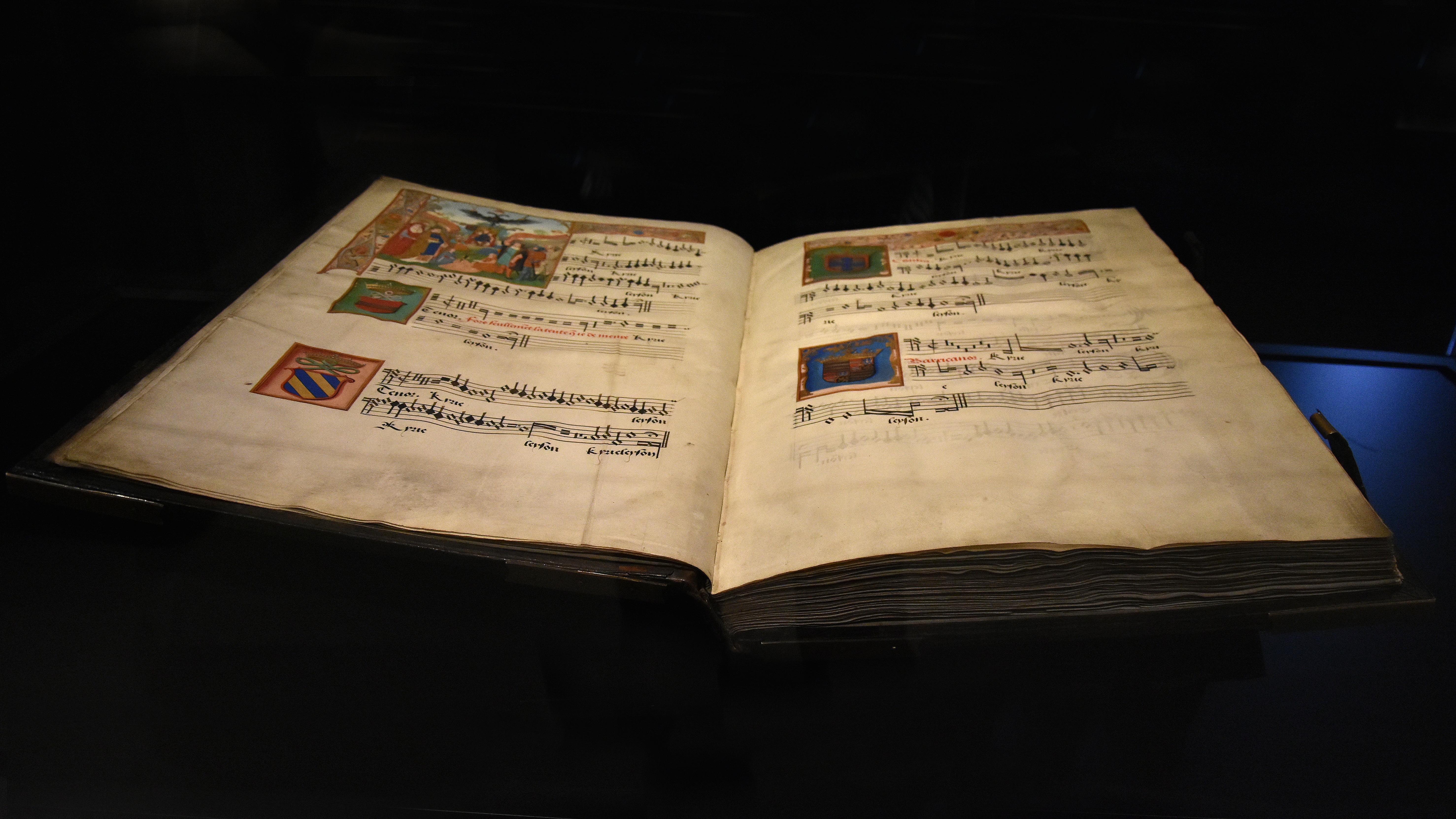
Het Mechels koorboek of Koorboek van Margaretha van Oostenrijk (ca.1515), vervaardigd in het atelier van Petrus Alamire - Museum Hof van Busleyden. Het Mechels Koorboek werd opgenomen in de Canon van Vlaanderen.

Petrus Alamire (ook Pierre Alamire, Petrus Imhoff, Imhove of Van den Hove), (Neurenberg, circa 1470 – Mechelen, 26 juni 1536) was een Duitse muziekkopiist, componist, instrumentalist, zakenman, diplomaat en spion uit de Renaissance. Hij was in zijn tijd een van de meest begaafde kopiisten van muziek en verschillende, ondertussen beroemde componisten van de derde generatie van Vlaamse polyfonisten, danken het voortbestaan van hun oeuvre aan zijn beroemde verluchte handschriften waarin hun werk werd opgenomen. Zijn atelier produceerde muziekhandschriften die in totaal meer dan zeshonderd meerstemmige werken bevatten waaronder missen, motetten, chansons en instrumentale werken. Er zijn meer dan 50 handschriften bewaard gebleven. Hij leefde en werkte in de tijd waarin de muzikale creatieve explosie die in de Habsburgse Nederlanden plaatsvond een hoogtepunt had bereikt; Vlaanderen, Henegouwen en het hertogdom Brabant leverden samen meer componisten dan de rest van Europa en deze componisten emigreerden naar andere streken, in het bijzonder naar die vorstelijke en adellijke hoven die over de middelen beschikten om hen te werk te stellen.

## Leven
Alamire werd geboren in Neurenberg in Beieren, waarschijnlijk uit een familie van zakenlieden die vooral rijk geworden waren met de handel in specerijen, maar over zijn exacte afkomst, zijn jeugd en zijn opleiding is weinig met zekerheid geweten. Petrus Alamire kwam al op jonge leeftijd naar de Habsburgse Nederlanden. Alamire was zijn echte naam niet; de naam was een muzikale hint, die verwijst naar de muzieknoot A (la) in de drie hexachorden (la – mi - re) in de muzieknotatie van Guido van Arezzo (991-1033). Zijn oorspronkelijke Hoogduitse naam was Petrus Imhoff of Imhove. Later (1516) vervlaamste hij zijn naam in Petrus Van den Hove. Als we ervan uitgaan dat hij volwassen was in 1496, toen hij zijn eerst bekende opdracht uitvoerde, zou hij rond 1470 geboren zijn. Een precieze datum is niet gekend.

## Loopbaan
Hij werd in 1496 voor het eerst genoemd als Petrus Alamire ‘Van Nuerenborch’, in een opdracht voor muziekboeken met zeventien sexternen met ‘nuwer musiken van missen’, achttien sexternen met ‘mutetten van Magnificat ende meer anderen’ en kopieerwerk van een nieuwe Missa Salve sancta parens, van een nieuw Credo en van drie
andere missen, dat alles voor de Illustre Lieve Vrouwe Broederschap in 's-Hertogenbosch. Het is onwaarschijnlijk dat hij in ’s-Hertogenbosch heeft gewoond.
Vanaf 1499 begon hij te werken voor de Broederschap van Onze-Lieve-Vrouw en het kapittel van de Lieve-Vrouwekerk in Antwerpen, waar zijn indrukwekkende begaafdheid bij het kopiëren van muziek en het verluchten van handschriften onmiddellijk naar waarde werden geschat. Alamire bleef opdrachten uitvoeren voor de Onze-Lieve-Vrouwebroederschap en het kapittel van de Lieve-Vrouwekerk van 1499 tot 1520. Spijtig genoeg is geen enkel handschrift dat hij voor de Onze-Lieve-Vrouwekerk maakte, bewaard gebleven. We kennen zijn werk dus vooral uit de rekeningen, hoewel recentelijk een aantal fragmenten zou zijn ontdekt in een handschrift in het Plantin-Moretus museum (MS. m. 18.13).
In 1503 werkte Alamire voor het hof van Filips de Schone als ‘escripvain de libres de musicke’. Hij had dan al een eerste muziekhandschrift gemaakt voor de dagelijkse diensten in de hofkapel. In datzelfde document werd gespecificeerd dat hij in Antwerpen woonde: ‘demourant à Anvers’. Voor 1505 was hij getrouwd met Katlijne Vander Meeren zoals blijkt uit de akte van aankoop van een huis in Antwerpen door het echtpaar op 29 december 1505. Zeer kort daarna op 6 februari 1506 werd het huis opnieuw verkocht.
Begin zestiende eeuw kreeg hij opdrachten van het Bourhondisch-Habsburgse hof in Mechelen waar Margaretha van Oostenrijk regeerde als landvoogdes vanaf 1507. In 1508 werd Petrus Alamire aangesteld tot ‘escripvain et garde des livres de la chapelle domestique de mondit Sr. l'archiduc’ van de jonge aartshertog Karel, de latere Karel V. Hij begon toen met de vervaardiging van prachtige muziekmanuscripten in opdracht van Margaretha. Tussen 1509 en 1517 was hij lid van de ‘chapelle domestique’ van Karel. Alamire verhuisde ergens tussen 1505 en 1516 van Antwerpen naar Mechelen. Via een Antwerpse schepenakte zijn we zeker dat hij in 1516 in Mechelen woonde, het is in hetzelfde document dat voor het eerst de naam ’Peter van den Hove alias Alamire’ gebruikt werd. Hoewel hij vaak op reis was, zou Mechelen vanaf 1516 zijn vaste stek blijven. Hij was later ook actief aan het hof van Maria van Hongarije die haar tante in 1530 opvolgde. Na 1517 wordt hij niet meer genoemd in de rekeningen van het hof maar hij bleef verbonden aan het hof zoals kan afgeleid worden uit zijn briefwisseling.

## Atelier
Men heeft niet kunnen vaststellen of Alamire zelf een atelier heeft gehad of dat het leden van de hofkapel in Mechelen waren die voor hem de muziek kopieerden. Hoe het ook zij, hij beschikte over een groep assistenten die kopiewerk deden zowel voor grote koorboeken als voor kleine stemboekjes, op perkament of papier, afhankelijk van wat de opdrachtgever te besteden had. Alamire zou zelf weinig betrokken geweest zijn bij de productie van de handschriften maar hij was wel de handelaar en de coördinator. Hoewel notenschrift vrij gestandaardiseerd was, kan men aan de vorm van de noten en de muzieksleutels en aan spellingvarianten in de tekst in de bewaarde handschriften, vaststellen dat er verschillende handen bij het kopiëren betrokken waren. Als versiering werden vaak in penwerk uitgewerkte initialen gebruikt maar ook getekende of geschilderde initialen die dikwijls opgebouwd waren uit stengels, takken en stronken met grijnzende gezichten ertussen. De luxueuze handschriften waren versierd met miniaturen en margeversiering, vaak in Gent-Brugse stijl. Ook dit werk werd uitbesteed evenals het inbinden van de boeken. Aan de hand van die miniaturen kan men vaak de opdrachtgever of de bestemmeling van het werk identificeren.
Hoe de handschriften van Alamire in het buitenland terecht kwamen is niet met zekerheid vast te stellen, maar het is best mogelijk dat Margaretha bij hem koorboeken bestelde die als diplomatieke geschenken voor vorsten en belangrijke personen waren bedoeld. Een aanwijzing hiervoor is te vinden in twee koorboeken van Alamire in de Vaticaanse Bibliotheek die zowel de wapens van het Vaticaan als die van het Bourgondisch-Habsburgse huis bevatten, dit lijkt duidelijk te wijzen op een geschenk van Margaretha aan de paus.
Ook de handschriften die in het bezit waren van Frederik de Wijze, hertog van Saksen waren waarschijnlijk geschenken van de Habsburgers als promotie voor de verkiezing van Karel tot keizer van het Heilige Roomse Rijk.

## Spion

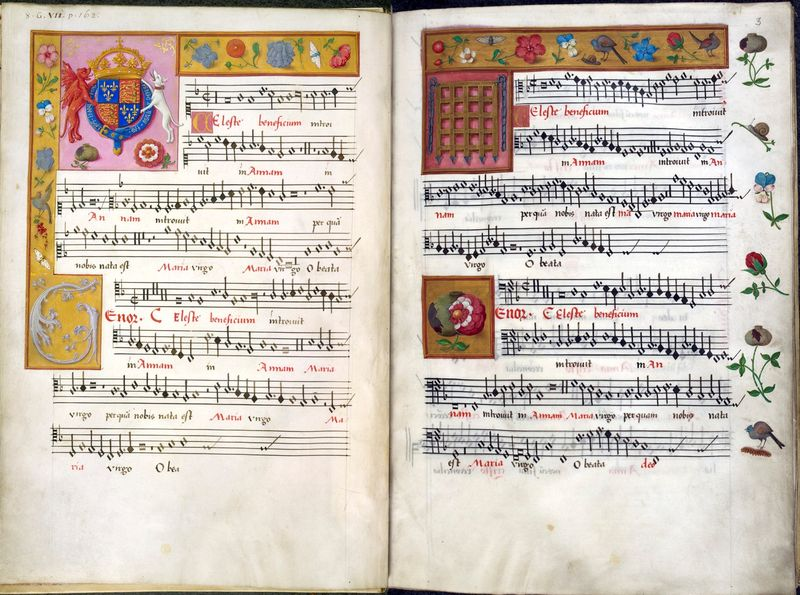
Koorboek van Hendrik VIII

Van de periode van 1515 tot 1518 zijn een aantal brieven bewaard gebleven die de relatie van Alamire met Hendik VIII illustreren. Het gebeurde vaker in die tijd dat musici werden ingezet voor diplomatieke en geheime opdrachten omdat zij door hun functie vrij mobiel waren en niemand er wat achter zocht als ze van hof naar hof reisden. Uit die brieven, vier van Alamire aan Hendrik VIII en meer dan twintig van Engelse ambassadeurs aan Alamire kan men het volgende verhaal distilleren.
Richard de la Pole, hertog van Suffolk en pretendent van de Engelse kroon, was door Hendrik VIII verbannen. De Franse Koning Lodewijk XII had Richard als koning van Engeland erkend en Richard dreigde ermee Engeland met een leger binnen te vallen. Hendrik VIII had dus alle reden om op de hoogte te zijn van het doen en laten van Richard. Alamire en de speelman Hans Nagel krijgen de rol van spion toebedeeld. Hendrik VIII wordt op de hoogte gehouden door zijn Lord Chancellor, Thomas Wolsey die op zijn beurt zijn informatie krijgt van de ambassadeur aan het hof te Mechelen, Thomas Spinelly.
In 1515 schrijft Alamire een eerste brief aan Hendrik VIII vanuit Lotharingen, Richard verbleef meestal in Metz, om aan de koning te melden dat Hans Nagel en Claes Packer (Bakker) Richard bespioneerd hadden, en stuurde ook zes kleine stemboekjes, een manicordium en dertien kromhoorns. Op 2 oktober van dat jaar schreef Spinley aan Wolsey dat Alamire en Hans Nagel naar Richard zouden gaan; ze kregen ook een uitnodiging om naar het Engelse hof te komen. Op 22 december toont Alamire aan Spinelly en Tunstal, ook een ambassadeur van Hendrik VIII, zijn briefwisseling met Jan van Reth wiens broer Dirk in dienst was bij Richard de la Pole, en die hem zou helpen nauwere contacten te leggen met die laatste. Aanvang januari 1516 vertrekken Hans Nagel en Alamire naar Metz om Richard een pakket brieven te bezorgen. Alamire beloofde Spinelly hem de inhoud van de brieven op korte termijn te bezorgen.
In april 1516 informeerde Spinelly Hendrik VIII dat hij ondertussen Alamire was gaan wantrouwen. Op 19 juni vertrok die uiteindelijk met Hans Nagel en nog enkele andere speellieden naar Engeland waar hij zich bij kardinaal Wolsey moest melden. Van zijn verblijf aan het hof is verder niets geweten. In september 1516 was Alamire weer in Metz bij Richard. Er blijven nog wat brieven over en weer gaan maar in september 1517 brengt ambassadeur Tunstal Hendrik VIII ervan op de hoogte dat De la Pole twee spionnen had in Mechelen, een zekere ‘Hans Nagle’ en een andere, mogelijk ‘Alamyre the singer’.
Met een laatste brief aan Wolsey gedateerd in 1517 maar zonder maand, waarin Alamire zich bekloeg over de manier waarop hij was behandeld, er was zelfs geen bedankje gekomen voor de handschriften en de muziekinstrumenten die hij aan de koning had bezorgd, neemt het spionageverhaal een einde. Richard de la Pole sneuvelde in 1525 in de slag bij Pavia waar hij streed aan de zijde van Frans I.

## Diplomaat
Na zijn contacten met het Engelse hof, bleef Alamire actief als diplomaat en koerier. Tussen 1517 en 1520 had hij contacten met Frederik de Wijze, hertog van Saksen in Wittenberg. Hij was waarschijnlijk een van de gezanten die door Margaretha werden uitgestuurd om de verkiezing van Karel tot keizer te ondersteunen. Ook de handschriften voor Paus Leo X werden waarschijnlijk geschonken naar aanleiding van de keizersverkiezing waarin de paus een essentiële rol zou spelen. Naast de politieke wereld had Alamire ook zijn contacten in de bankierswereld. Tijdens zijn frequente bezoeken aan Augsburg en Neurenberg kwam hij waarschijnlijk in contact met Raimund Fugger, een neef van Jakob Fugger de bankier die een belangrijke rol speelde in de verkiezing van Karel. Hij maakte voor Raimund Fugger in 1520 enkele muziekhandschriften.
Tijdens zijn diplomatieke missies in Saksen fungeerde Alamire ook als koerier. Hij leerde onder andere Georg Spalatinus, de secretaris van Frederik, en Erasmus kennen. Alamire was echter geen voorbeeldige koerier, Erasmus bekloeg zich bij Spalatinus over een brief die twee jaar onderweg was geweest. Na een bezoek van Alamire aan Erasmus in Leuven, kreeg hij nog een aantal brieven toegestuurd die zes tot twaalf maanden eerder waren verzonden. Erasmus schreef aan Spalatinus: “Als je in de toekomst nog een brief wilt schrijven die goed wordt geconserveerd, geef hem dan aan Alamire, maar als je wil dat een brief ook afgeleverd wordt, geef hem dan aan een andere koerier.”
Een bijzonder verhaal is dat van Pompeius Occo, een Amsterdamse bankier en agent voor Fugger én van Christiaan II van Denemarken, die aan ‘mester Pieter Alamire’ en aan Valentijn Maecklen uit Mechelen respectievelijk 50 en 20 Hoornsgulden betaalde om aan koning Christiaan de kunst ‘vont berchwerk’ te leren toen die in 1521 in de Nederlanden verbleef. Was mijnbouw hier ook een metaforische uitdrukking voor spionage? Meer bijzonderheden hierover zijn niet bekend.

## Laatste levensjaren
Na 1522 is de carrière van Alamire als gezant blijkbaar afgelopen, hij komt trouwens ook niet meer voor in de hofrekeningen voor het verlenen van diensten. We weten wel dat hij in deze periode veel handschriften leverde aan het Bourgondisch-Habsburgse huis en aan private opdrachtgevers. In 1530-1532 vinden we de laatste sporen van kopieerwerk door Alamire. Op 26 juli 1530 kreeg hij van de Illustre Onze Lieve Vrouwe Broederschap van ’s-Hertogenbosch de opdracht om twee koorboeken te schrijven.
Na het overlijden van Margaretha van Oostenrijk in 1530 blijft Alamire koorboeken vervaardigen voor Maria van Hongarije. Op 9 maart 1534 gaf Maria de opdracht om aan Alamire een pensioen van 4 schelling per dag te betalen, met terugwerkende kracht tot op 1 januari van dat jaar. Na zijn dood zou dit pensioen verder moeten uitbetaald worden aan zijn weduwe. In 1535 werden nog vier betalingen aan hem uitgevoerd. Petrus van den Hove stierf op 26 juni 1536. Zijn weduwe Catharina van de Hove ontving vanaf dan het pensioen van haar echtgenoot. Katlijne vander Meeren trad toe tot het begijnhof in Mechelen maar in het rekeningjaar 1537-1538 werd ze als overleden lid vermeld in de archieven van de Onze Lieve Vrouwe Broederschap van ’s-Hertogenbosch.
De handschriften geproduceerd door Alamire betekenen een hoogtepunt in de artisanale productie van muziekboeken maar ze zijn tevens een eindpunt. Na hem zal de verspreiding van muziek via de drukkers gebeuren. De huizen van Petrus Phalesius, Tielman Susato en Christoffel Plantijn worden belangrijke spelers in dit domein.

## De handschriften
Alamire was de belangrijkste figuur in de productie van muziekhandschriften in de periode van 1495-1535. Er zijn van hem 51 handschriften en een elftal fragmenten bewaard gebleven. Vierenveertig van de handschriften zijn koorboeken. Daarnaast zijn er nog stemboekjes: één set van vijf boekjes, drie sets van vier boekjes waarbij in een van de sets een boekje ontbreekt en ten slotte één set van twee boekjes. Daarnaast is er nog een verzamelhandschrift (Vien NB 9814) met muziek afkomstig uit verschillende periodes en een handschrift met 28 missen en een motet (Vien NB 11883) waarvan de onderdelen vroeger misschien gediend hebben als model bij het kopiëren.
De belangrijke werken van de Vlaamse polyfonie, zijn te vinden in Alamire’s handschriften. Het betreft onder meer werk van componisten van de zogenaamde Josquin-generatie zoals: Pierre de la Rue, Josquin des Prez, Jean Mouton, Alexander Agricola, Johannes Ghiselin, Antoine de Févin, Heinrich Isaac, Jacob Obrecht, Matthaeus Pipelare, Johannes Prioris, Loyset Compère, Antoine Brumel, Marbriano de Orto, Gaspar van Weerbeke, Jacobus Barbireau en Mathurin Forestier. Maar ook componisten van de eerdere generaties zoals Johannes Ockeghem, Johannes Regis, Antoine Busnois, Hayne van Ghizeghem, Jean Richafort, Noel Bauldeweyn, Matthieu Gascongne, Antonius Divitis en Pierre Moulu zijn in de werken van Alamire terug te vinden.
Pierre de la Rue, de lievelingscomponist van Margaretha van Oostenrijk, is met ongeveer 100 verschillende composities beter vertegenwoordigd dan enig ander componist, en vrijwel het volledige van hem overgeleverde oeuvre kennen we dankzij Alamire's handschriften.
Alamire’s kopieën van muziekstukken worden aangetroffen in tal van Europese bibliotheken, waaronder:
Werken van Alamire zijn te vinden in de volgende bibliotheken en instituten:
- Koninklijke Bibliotheek van België, Brussel
- Stadsarchief Mechelen (Koorboek van Margaretha van Oostenrijk)
- Illustre Lieve Vrouwe Broederschap, 's-Hertogenbosch
- Bayerische Staatsbibliothek, München
- Thüringer Universitäts- und Landesbibliothek, Jena
- Sint-Pieters- en Paulusabdij, Dendermonde
- Alamire Foundation / Huis van de polyfonie, Leuven
- Saint Mary's University - Patrick Power Library, Halifax, Nova Scotia
- British Library, Londen
- Bodleian Library, Oxford

Enkele kleinere fragmenten worden bewaard in de rijksarchieven van Brugge, Gent en Anderlecht, in het Museum Plantin-Moretus in Antwerpen en in het stadsarchief van Tongeren.
Een enkele muzikale compositie kan met zekerheid aan Alamire worden toegeschreven, een vijfstemmige tekstloze zetting van het Nederlandse lied Tandernaken op den Rijn. Alamire's klaarblijkelijke kwaliteiten als componist laten vermoeden dat verschillende anonieme werken uit die tijd van zijn hand zouden kunnen zijn.